# Deutsches Geld

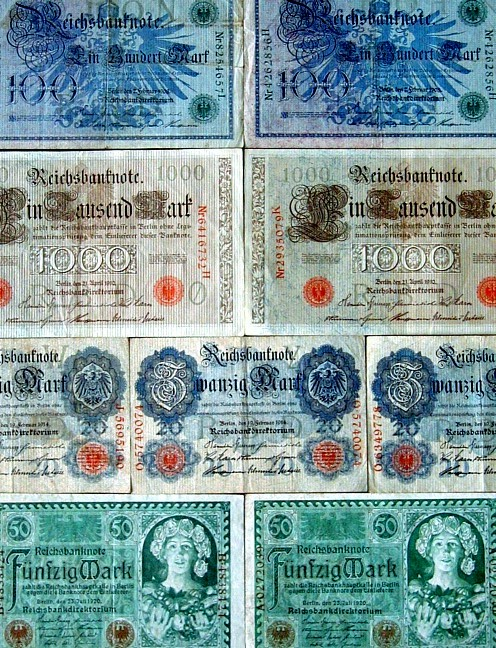
Reichsbanknoten aus den Jahren 1908, 1910, 1914 und 1920

Als Deutsches Geld bezeichnet man Münzen, die durch Deutsche Münzstätten geprägt wurden und in Deutschland gedruckte Banknoten, die in deutschen Währungsgebieten Charakter eines Zahlungsmittel besitzen oder besaßen.
- Deutsche Münzen
- Deutsche Banknoten (Geldscheine)

In Deutschland waren und sind folgende Währungen gültig und in Form von Kursmünzen, Gedenkmünzen und Banknoten verausgabt worden (sortiert nach Einführungsdatum):
- diverse Währungen basierend u. a. auf Gulden und Taler bis 1873 (jeder Staat hatte seine eigene Währung; zum überstaatlichen Handel gab es den sogenannten Konventionstaler).
- Goldmark und Silbermark 1873–1919
- Papiermark 1919–1923
- Rentenmark 1923–1924
- Reichsmark (zwischen 1924 und 1948)
- Deutsche Mark (zwischen 1948 und 2001)
- Mark der Deutschen Notenbank (zwischen 1964 und 1967)
- Mark der DDR (zwischen 1968 und 1990)
- Euro (seit 2002)